# Camocim de São Félix
Camocim de São Félix é um município do estado de Pernambuco, no Brasil.

## História
Inicialmente, Camocim de São Félix era um ponto de passagem de tropeiros a caminho de Bonito. Posteriormente, o clima frio de montanha despertou o interesse pelo povoamento do local.
Segundo fontes históricas, a ocupação das terras iniciou-se por volta de 1890. Fazendeiros oriundos de Bezerros avaliaram a possibilidade de cultivar café na região, devido ao clima frio, à altitude e o terreno propício. Estabeleceram-se logo após na Serra de Aires e no Sítio Palmeira.
O distrito de Camocim (nome original) foi criado por Lei Municipal de nº 02, de 20 de abril de 1893. Posteriormente a vila passou a chamar-se Camocituba, em 1943.
A Lei estadual nº 1.818, de 29 de dezembro de 1953, transformou o distrito em município, desmembrado-o de Bezerros, tendo sido instalado em 15 de julho de 1954. Atribue-se a Clementino Semente, a luta em emancipar a cidade. Na revisão dos topônimos municipais de 1954, o município passou a ser denominado de Camocim de São Félix.

## Geografia
Localiza-se a uma latitude 08º21'31" sul e a uma longitude 35º45'43" oeste, estando a uma altitude de 723 metros. Sua população estimada em 2013 era de 17 980 habitantes.
Camocim de São Félix localiza-se na Microrregião do Brejo Pernambucano (uma das divisões da região agreste do estado). Nesta região, além do clima semiárido, há locais de clima ameno e alta pluviosidade, a vegetação predominante é própria das áreas agrestes. Entretanto, por situar-se a uma altitude elevada, o clima frio faz com que sua vegetação seja mais densa e mais diversificada que as regiões de Bezerros ou Caruaru, por exemplo, que têm uma vegetação visivelmente mais seca.
O município encontra-se na bacia hidrográfica do Rio Sirinhaém, inclusive a nascente deste rio localiza-se lá, segundo a APAC (Agência Pernambucana de Águas e Clima). Conta ainda com o Açude Poço da Areia e a Barragem da Cachoeira do Galo, que, embora se situe no município de Barra de Guabiraba, desde setembro de 2004, devido aos esforços do então prefeito Manoel Alves e do então deputado estadual Augusto Coutinho, fornece água à população.

## Turismo
- Convento Nossa Senhora Peregrina: Dispõe de hotel, museu, teatro e piscina, e é uma excelente opção para quem busca tranquilidade.[4]